# Creully
Creully è un ex comune francese di 1 635 abitanti situato nel dipartimento del Calvados nella regione della Normandia. Dal 1º gennaio 2017 il comune di Creully è stato accorpato con i comuni di Saint-Gabriel-Brécy e Villiers-le-Sec nel nuovo comune di Creully sur Seulles, del quale i tre comuni accorpati sono stati costituiti comuni delegati, fino alla loro soppressione, avvenuta il 1º giugno 2020.  

## Società

### Evoluzione demografica
Abitanti censiti